# هنريك بلومكفيست
هنريك بلومكفيست هو لاعب هوكي الجليد سويدي، ولد في 24 مارس 1984 في ستوكهولم في السويد.

## وصلات خارجية
- هنريك بلومكفيست على موقع EliteProspects.com (الإنجليزية)
- هنريك بلومكفيست على موقع Eurohockey.com (الإنجليزية)
- هنريك بلومكفيست على موقع HockeyDB.com (الإنجليزية)